# リース・ヴァーグ
リース・ヴァーグ（Rhys Vague、1996年1月17日 - ）は、オーストラリア出身のプロバスケットボール選手。ポジションはパワーフォワード。B3リーグ・東京ユナイテッドバスケットボールクラブ所属。

## 経歴
西オーストラリア州パース郊外のカルディーニャ育ちで、高校はウィレットトン・シニアハイスクールに通った。2013年と2014年にSBL（セミプロ）のコックバーン・クーガーズに参加した。2014年、オーストラリアのトップリーグであるナショナル・バスケットボール・リーグ（NBL）のパース・ワイルドキャッツに育成選手として入団し、2018年4月に正契約。2016年、2017年、2019年、2020年に優勝チームメンバーとなった。
また、SBLのイーストパース・イーグルス、スターリング・セネタース、SEABLのダンデノンレンジャーズでもプレーし、2015年にSBLのMIPを受賞した。
2019年と2020年はニュージーランドNBLのネルソン・ジャイアンツにも所属した。
2020年7月、前バスケットボールニュージーランド代表ヘッドコーチのポール・ヘナレがヘッドコーチを務めるジャパン・プロフェッショナル・バスケットボールリーグ2部（B2リーグ）の香川ファイブアローズと契約。背番号25。新型コロナ流行の影響によりチームへの合流が遅れ、2020-21シーズン開幕7試合目で公式戦に初出場し、シーズントータルでは50試合出場で平均10.0ポイント、8.9リバウンド、1.8アシストを記録した。
日本の香川での最初のシーズンが終了した後、2021年5月、ヴァーグはニュージーランドNBLのホークスベイ・ホークスに加入した。
2021年6月、2021-22シーズンの契約を更新した。第97回天皇杯全日本バスケットボール選手権大会では、香川が勝利した3次ラウンドのB1・三遠ネオフェニックス戦で26得点を記録した。
2022-23シーズンまで香川に所属した後、2023年4月にオーストラリアNBLのサウスイーストメルボルン・フェニックス入団を発表。23-24シーズンは27試合に出場した。
2024年7月、B3リーグの東京ユナイテッドバスケットボールクラブとの契約を発表。

## ナショナルチーム
2014年にフィジーで開催されたFIBAオセアニアU-19選手権で優勝した。翌年、ギリシャ開催のU-19世界選手権の候補にも選出されたが、チームメンバー入りは逃した。
台湾で開催された2017年夏季ユニバーシアードのオーストラリアチームに選出され、9位になった。
2022年2月、香川でのチームメイトのアンガス・ブラントとともに2023年FIBAバスケットボール・ワールドカップアジア予選Window2（沖縄）に出場するバスケットボールオーストラリア代表に選出され、チャイニーズタイペイ戦でA代表公式戦に初出場。
同年7月、FIBAアジアカップ2022に出場するオーストラリア代表に選出された。ヴァーグは本大会にて決勝までの全6試合に出場し8.8得点・2.8リバウンドをあげ、オーストラリアの優勝を支えた。

## 個人成績
| シーズン   | チーム | GP | GS | MPG   | FG%   | 3P%   | FT%   | RPG | APG | SPG | BPG | TO  | PPG  |
| ---------- | ------ | -- | -- | ----- | ----- | ----- | ----- | --- | --- | --- | --- | --- | ---- |
| B2 2020-21 | 香川   | 50 | 8  | 24:54 | 43.3% | 30.1% | 62.6% | 8.9 | 1.8 | 0.6 | 0.4 | 1.6 | 10.0 |
| B2 2021-22 | 香川   | 48 | 11 | 24:32 | 44.7% | 33.3% | 77.8% | 8.3 | 2.8 | 0.6 | 0.6 | 2.1 | 12.8 |
| B2 2022-23 | 香川   | 55 | 37 | 29:24 | 41.5% | 33.9% | 71.4% | 7.4 | 3.4 | 0.9 | 0.5 | 2.2 | 12.9 |
| B3 2024-25 | 東京U  | 52 | 51 | 26:40 | 41.0% | 36.2% | 76.0% | 6.6 | 2.6 | 0.9 | 0.3 | 2.0 | 13.5 |